# 황윤재
황윤재(黃潤宰, 1960년~)는 대한민국의 경제학자이다.
계량경제학회 석학회원이자 서울대학교 경제학부에서 계량경제학을 전공하는 경제학 교수를 지내고 있다. 황윤재는 '확률적 지배관계의 검정 (Testing for Stochastic Dominance under General Sampling Schemes)' 및 '확률적 단조성의 검정(Testing for Stochastic Monotonicity)' 등 논문을 권위있는 학술지 《Review of Economic Studies》와 《Econometrica》에 게재하는 등 계량경제학에서 높은 학문적 우수성을 인정받아 2010년 제40회 매경 이코노미스트상을 받았고, 2014년 서울대학교로부터 ‘창의선도연구자'로 선정되었으며, 2017년 제36회 다산경제학상을 수상하였고, 2020년 서울대학교 석좌교수로 임용되었다.

## 학력
- ~ 1990년 예일대학교 대학원 경제학 박사
- ~ 1991년 예일대학교 대학원 경제학 석사
- ~ 1985년 서울대학교 대학원 경제학 석사
- ~ 1983년 서울대학교 경제학과 경제학 학사

## 경력
- 서울대학교 석좌교수, 2020~
- 세계계량경제학회 종신석학회원 (Econometric Society Fellow), 2010~
- Journal of Econometrics 석학회원, 2012~
- International Association for Applied Econometrics 석학회원, 2018~
- 한국계량경제학회장, 2015~2016
- 서울대학교 경제연구소 소장, 2018~2020
- 교토대학 초빙교수, 2014
- 예일대학교 초빙교수, 1999, 2004, 2008, 2017
- 서울대학교 경제학부 교수, 2005~
- 고려대학교 경제학과 부교수, 2003~2005
- 이화여자대학교 경제학과 교수, 1992~2003
- 캐나다 토론토대학교 조교수

## 수상
- 2001년 한국경제학회 청람학술상
- 2010년 제40회 매경 이코노미스트상
- 2014년 서울대학교 창의선도연구자
- 2017년 제36회 다산경제학상

## 참고 자료
- 황윤재 네이버 인물검색